# Harmica
Harmica je naselje na Hrvaškem, ki upravno spada pod Občino Brdovec Zagrebške županije.
Hamrica je obmejno naselje ob reki Sotli nasproti slovenske vasi Rigonce pri Dobovi. Od središča Zagreba je oddaljeno okoli 20 km. V vasi se nahaja zadnja železniška postaja Železniške proge Savski Marof–Kumrovec (nadaljnja proga do Kumrovca je bila ukinjena leta 2000).

## Demografija
| Pregled števila prebivalcev po letih | Pregled števila prebivalcev po letih | Pregled števila prebivalcev po letih | Pregled števila prebivalcev po letih | Pregled števila prebivalcev po letih | Pregled števila prebivalcev po letih | Pregled števila prebivalcev po letih | Pregled števila prebivalcev po letih | Pregled števila prebivalcev po letih | Pregled števila prebivalcev po letih | Pregled števila prebivalcev po letih | Pregled števila prebivalcev po letih | Pregled števila prebivalcev po letih | Pregled števila prebivalcev po letih | Pregled števila prebivalcev po letih |
| ------------------------------------ | ------------------------------------ | ------------------------------------ | ------------------------------------ | ------------------------------------ | ------------------------------------ | ------------------------------------ | ------------------------------------ | ------------------------------------ | ------------------------------------ | ------------------------------------ | ------------------------------------ | ------------------------------------ | ------------------------------------ | ------------------------------------ |
| 1857                                 | 1869                                 | 1880                                 | 1890                                 | 1900                                 | 1910                                 | 1921                                 | 1931                                 | 1948                                 | 1953                                 | 1961                                 | 1971                                 | 1981                                 | 1991                                 | 2001                                 |
| 122                                  | 137                                  | 161                                  | 158                                  | 181                                  | 186                                  | 152                                  | 181                                  | 163                                  | 163                                  | 181                                  | 172                                  | 177                                  | 190                                  | 232                                  |